# Grote Aa (Brabant-Septentrional)
Pour les articles homonymes, voir Grote Aa et Aa.
Le Grote Aa est une rivière néerlandaise dans l'est de la province du Brabant-Septentrional.

## Géographie
Le Grote Aa naît du confluent du Buulder Aa et du Strijper Aa, près de Leende. Elle coule vers le nord, où elle rejoint le Sterkselse Aa. À partir de ce confluent les deux rivières forment le Kleine Dommel.